# 菅沼栄治
菅沼 栄治（すがぬま えいじ、1964年9月1日 - ）は、日本の男性アニメーター、キャラクターデザイナー、アニメ監督、アニメ演出家。千葉県出身。スタジオゑびす所属。妻は同じくアニメーターの菊地洋子。過去に漫画も描いていた。

## 参加作品

### テレビアニメ
1986年
- マシンロボ クロノスの大逆襲（-1987年、作画監督）

1988年
- つるピカハゲ丸くん（-1989年、作画監督・原画）

1990年
- ふしぎの海のナディア（-1991年、原画）
- NG騎士ラムネ&40（-1991年、作画監督）

1995年
- 神秘の世界エルハザード（OP1演出）

1996年
- 魔法少女プリティサミー（-1997年、OP絵コンテ・演出・原画）

1997年
- EAT-MAN（原画）
- VIRUS ‐VIRUS BUSTER SERGE‐（原画）

1998年
- 吸血姫美夕（原画）
- アンドロイド・アナ MAICO 2010（OP作画監督）
- serial experiments lain（原画）
- SHADOW SKILL -影技-（原画）
- バブルガムクライシス TOKYO 2040（-1999年、OP絵コンテ・演出・原画）

1999年
- アークザラッド（原画）
- D4プリンセス（絵コンテ・演出・作画監督）
- デュアル!ぱられルンルン物語（原画）

2000年
- 銀装騎攻オーディアン（画コンテ・演出）
- ヴァンドレッド（原画）

2001年
- 花右京メイド隊（絵コンテ・演出・作画監督・原画）

2002年
- 風まかせ月影蘭（原画）
- おねがい☆ティーチャー（絵コンテ）
- あずまんが大王（原画）
- ぷちぷり*ユーシィ（-2003年、作画監督）

2003年
- .hack//黄昏の腕輪伝説（OP・ED原画）
- スクラップド・プリンセス（原画）
- おねがい☆ツインズ（絵コンテ・演出・原画）

2004年
- Get Ride! アムドライバー（-2005年、キャラクターデザイン・作画監督・OP・ED作画）

2005年
- ああっ女神さまっ（原画）

2006年
- びんちょうタン（絵コンテ・演出・作画監督・原画）
- パンプキン・シザーズ（作画監督）

2007年
- 天元突破グレンラガン（原画）
- CODE-E（メカニックデザイン）
- こどものじかん（監督・絵コンテ・作画監督・原画）

2008年
- ヴァンパイア騎士（作画監督）
- Mission-E（メカニックデザイン）

2009年
- ささめきこと（監督・絵コンテ・演出）

2010年
- 俺の妹がこんなに可愛いわけがない（アイキャッチパッケージデザイン・原画）

2011年
- アスタロッテのおもちゃ!（OP絵コンテ・演出・原画）
- ましろ色シンフォニー（監督・絵コンテ・演出・原画）

2013年
- カーニヴァル（監督・コンセプトワーク・絵コンテ・エフェクト作画監督・原画）
- サムライフラメンコ（サブキャラクターデザイン・絵コンテ・作画監督・原画）

2014年
- とある飛空士への恋歌（原画）

2015年
- デュラララ!!×2 承（絵コンテ・演出・原画・第二原画）

2016年
- デュラララ!!×2 結（絵コンテ）
- B-PROJECT〜鼓動*アンビシャス〜（監督・絵コンテ・演出・原画）
- 夏目友人帳 伍（作画監督協力・原画）

2017年
- 夏目友人帳 陸（絵コンテ）

2018年
- 刻刻（絵コンテ・演出・作画監督・原画）
- ロード オブ ヴァーミリオン 紅蓮の王（監督・絵コンテ）
- RELEASE THE SPYCE（原画）

2019年
- 五等分の花嫁（原画）

2020年
- pet（絵コンテ・演出）
- ゴールデンカムイ（絵コンテ）

2021年
- ルパン三世 PART6（監督・絵コンテ、原画、美術設定）

2023年
- 名探偵コナン（原画）
- てんぷる（絵コンテ）

2024年
- キン肉マン 完璧超人始祖編（原画）

### 劇場アニメ
1988年
- 機動戦士ガンダム 逆襲のシャア（原画）

1989年
- 機動警察パトレイバー the Movie（原画）

1992年
- 走れメロス（原画）

1993年
- 機動警察パトレイバー 2 the Movie（原画）

1994年
- 餓狼伝説 -THE MOTION PICTURE-（原画）

1998年
- MAZE☆爆熱時空 天変脅威の大巨人（キャラクターデザイン・作画監督・原作イラスト・その他）

2000年
- 劇場版カードキャプターさくら 封印されたカード（原画）
- ああっ女神さまっ（原画）

2005年
- 劇場版ツバサ・クロニクル 鳥カゴの国の姫君（原画）

2006年
- 銀色の髪のアギト（原画）

2007年
- ヱヴァンゲリヲン新劇場版:序（原画）

2010年
- おまえ うまそうだな（原画）

2012年
- ストライクウィッチーズ 劇場版（原画）

2016年
- ガラスの花と壊す世界（ウイルスデザイン・演出・原画）

### OVA
1989年
- 銀河英雄伝説（原画）

1990年
- SOL BIANCA（原画）
- THE八犬伝（-1991年、原画）

1991年
- 魍魎戦記MADARA（原画）

1992年
- DETONATORオーガン3 決戦編（原画）
- 天地無用! 魎皇鬼（第一期）（-1993年、作画監督・作画監督協力・原画）

1993年
- 万能文化猫娘（作画監督）

1995年
- 精霊使い（原画）
- OVA 神秘の世界エルハザード（OP演出）

1996年
- Ninja者（原案・監督・キャラクターデザイン）
- KEY THE METAL IDOL（原画）

1997年
- AIKa（-1999年、原画）
- フォトン（-1999年、Special Thanks）

2001年
- R.O.D -READ OR DIE-（-2002年、メカニックデザイン・メカニック作画監督）

2003年
- 天地無用! 魎皇鬼（第三期）（-2005年、OP絵コンテ・演出・原画）

2004年
- トップをねらえ2!（-2006年、原画）

2009年
- こどものじかん 2学期（監督）

2011年
- ああっ女神さまっ いつも二人で（OP原画）

### ライトノベル
- NG騎士ラムネ&40（1991年 - 全3巻、外伝3巻）イラスト
- MAZE☆爆熱時空（1993年 - 全9巻、外伝4巻）イラスト